# Elisabeth von Ziegenhain
Elisabeth von Ziegenhain (* um 1375; † 1. Dezember 1431) war eine Tochter des Grafen Gottfried VIII. von Ziegenhain. Sie war ab 1388 mit Ulrich V. von Hanau verheiratet. 
Aus der Ehe gingen drei Töchter hervor, Elisabeth, Agnes und Adelheid. Das Fehlen eines männlichen Erben bedrohte den Fortbestand des Hauses Hanau. Andere männliche Mitglieder des Hauses durften nach dem Primogeniturstatut der Familie von 1375 aber nicht heiraten. Dies war ein wichtiger Grund dafür, dass Ulrich V. 1404 zur Abdankung gezwungen wurde und sein nächst älterer Bruder, Reinhard II., die Regierung übernahm und heiratete. 
Bereits im Vorfeld der Abdankung ihres Mannes hatte sich Elisabeth vertraglich durch Ulrichs Nachfolger ihr Wittum und die Versorgung ihrer Kinder zusichern lassen und im Gegenzug auf alle Ansprüche an und auf die Herrschaft Hanau verzichtet. Damit fiel sie ihrem Mann in den Rücken und beförderte den politischen Wechsel in der Herrschaft Hanau. Schon zu dieser Zeit scheint die Ehe zerrüttet gewesen zu sein. In der Folgezeit lebte Elisabeth von ihrem Mann getrennt.
Als der letzte Graf von Ziegenhain, Elisabeths Bruder Johann II., 1450 ohne männliche Erben verstarb, vermittelte auch ihre Verwandtschaftsbeziehung – ihre Tochter Elisabeth hatte Albrecht von Hohenlohe geheiratet – den letztlich allerdings erfolglosen Anspruch des Hauses Hohenlohe auf die Ziegenhainer Erbschaft, die an die Landgrafschaft Hessen fiel. Dadurch waren die Hohenloher allerdings erstmals in den Reichsgrafenstand gelangt, den sie auch behalten konnten, nachdem sie ihre Ansprüche auf Ziegenhain aufgeben mussten. Ihr Grafentitel wurde dann auf die hohenlohischen Stammlande bezogen.
Die letzten zwanzig Jahre ihres Lebens verbrachte sie – ohne förmlich in den Orden einzutreten – mit den Schwestern des Klosters Klarenthal, in dessen Nachbarschaft sie sich ein Haus errichten ließ. Zwei ihrer Töchter, Agnes und Adelheid, waren dem Kloster beigetreten; Agnes wurde dort sogar Äbtissin. Elisabeth vermachte in ihrem Testament dem Kloster einen Betrag von 100 Florentiner Gulden.